# USS Cincinnati (SSN-693)
Lo USS Cincinnati (hull classification symbol SSN-693) è stato un sottomarino nucleare di classe Los Angeles, quarta nave della Marina degli Stati Uniti a prendere il nome dalla città di Cincinnati, Ohio.
Il contratto di costruzione venne assegnato alla Newport News Shipbuilding and Dry Dock Company di Newport News (Virginia), il 4 febbraio 1971 e venne completato l'6 aprile 1974. Il varo avvenne il 19 febbraio 1977 sotto il patrocinio del signora Nancy Keating e entrò in servizio l'10 giugno 1978 con l'allora comandante Gilbert V. Wilkes III al comando.

## Storia
Nell'agosto 1979, il Cincinnati salvò un marinaio finlandese a 70 miglia (110 km) dalla costa orientale della Florida che era rimasto in acqua per 22 ore dopo essere caduto in mare dal mercantile finlandese Finnbeaver.
Nel novembre del 1980, dopo un giro di pattugliamento nel Mar Mediterraneo, il Cincinnati ricevette la visita dell'ex presidente degli Stati Uniti Richard Nixon e dell'ammiraglio Hyman Rickover.
Nel 1981, il Cincinnati, sotto il comando del comandante Kurt T. Juroff USN, condusse un dispiegamento intorno al mondo, percorrendo ci 60.000 miglia e operando nell'Oceano Indiano. Dall'8 al 13 giugno 1981 il sottomarino classe Los Angeles visitò l'Australia occidentale, attraccando a HMAS Stirling, Rockingham per una visita di R&R.

### Destino finale
il Cincinnati fu radiato dal registro navale il 29 luglio 1996. L'ex-Cincinnati era programmato per entrare nel programma di riciclaggio di navi e sottomarini a propulsione nucleare a Bremerton, Washington. La città di Cincinnati cercò di comprare il sottomarino per preservarla come museo e memoriale, ma quei piani furono respinti dalla Marina degli Stati Uniti per preoccupazioni sui componenti nucleari del sottomarino e sulla sua struttura, classificata come segreto militare. Così la città previse di acquisire la vela e altri manufatti per esporli sul lungofiume.
Una parte del sottomarino, il compartimento del reattore nucleare, venne trasportata via chiatta fluviale a Hanford, Washington, nel settembre 2014 per lo smaltimento.
Nel 2019 i funzionari della contea di Hamilton, Ohio, richiesero una sovvenzione statale di 5 milioni di dollari per poter costruire una copia del sottomarino classe Los Angeles che ancorerebbe al nuovo USS Cincinnati Cold War Veterans Memorial, situato tra il Brent Spence Bridge e il Paul Brown Stadium. Secondo la contea di Hamilton, il memoriale avrebbe reso omaggio ai veterani dell'era della Guerra Fredda e ai 20 anni di servizio della USS Cincinnati che conducono missioni di spionaggio e ricognizione, tra gli altri compiti.
Il commissario della contea di Hamilton, Todd Portune, sostenitore di lunga data del memoriale dell'USS Cincinnati, descrisse così la creazione del memoriale:
(Hamilton County Commissioner, Todd Portune)
A sostegno del progetto ci fu anche Joseph Jaap, ex ufficiale della Marina e membro della Cincinnati Navy League che ha lavorato al memoriale dal 2000 circa. 

Oggi continuiamo ad affrontare avversari molto aggressivi e abbiamo bisogno dei nostri ragazzi intelligenti per affrontare questa sfida»
(Joseph Jaap)
La contea completò l'acquisizione della proprietà di Hilltop nel gennaio 2021 e i lavoratori di sgombero del il sito iniziarono poco dopo. Il costo totale del progetto fu di poco più di 17 milioni di dollari, compresa la sovvenzione statale e circa 12,5 milioni che dovrebbero provenire da donazioni di beneficenza.
Ad oggi il memoriale è in costruzione, ma la data di conclusione dei progetti non è ancora stata resa pubblica.